# Rafael Farga i Pellicer

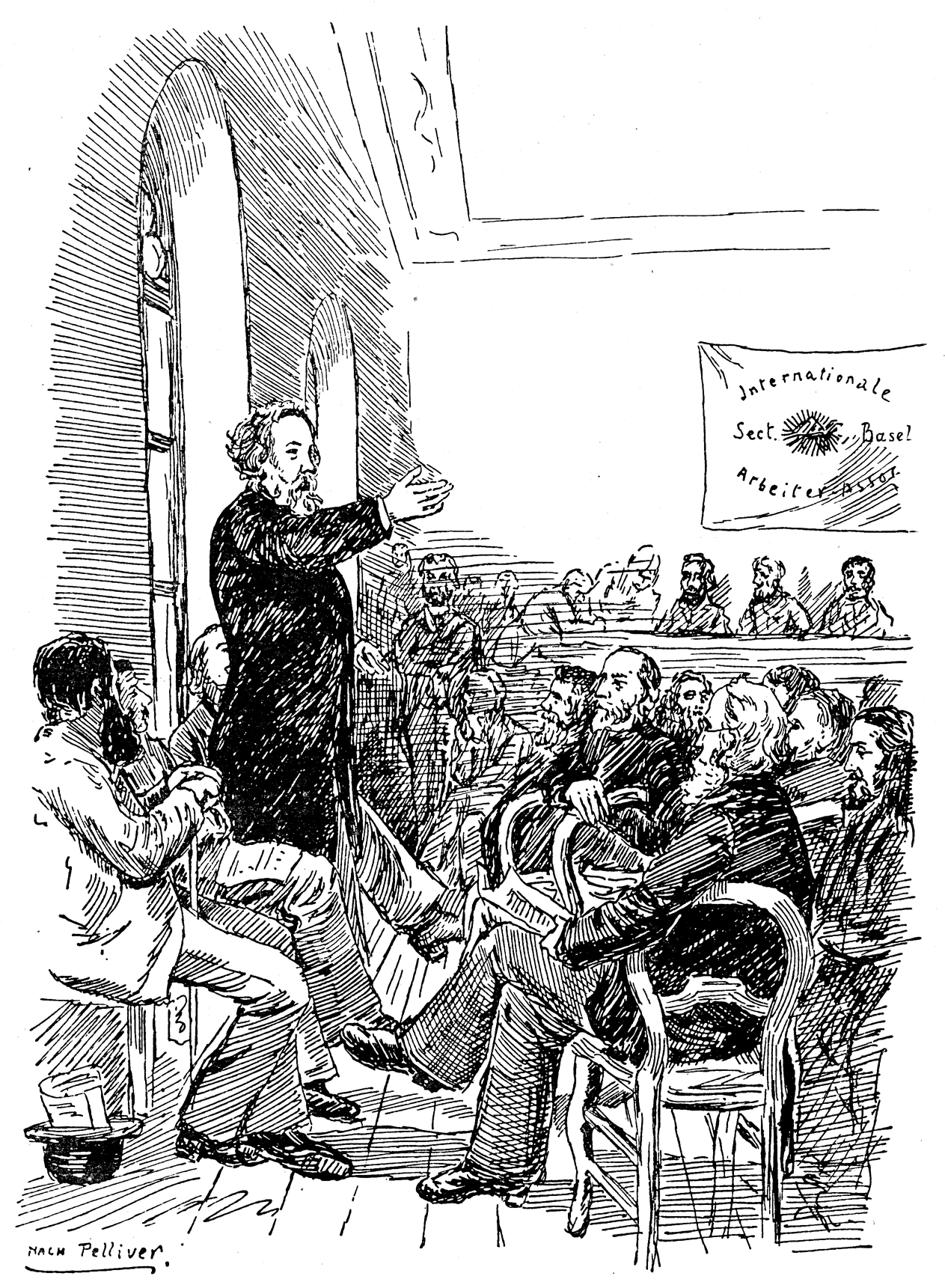
Mikhaïl Bakunin parla a la Primera Internacional, retratat per Rafael Farga.

Rafael Farga i Pellicer   (Barcelona, 12 d'agost de 1844 - Barcelona, 14 d'agost de 1890) també conegut pel pseudònim Justo Pastor de Pellico, fou un sindicalista català, tipògraf i parent de Josep Lluís Pellicer i d'Antoni Pellicer i Paraire.

## Biografia
Fill de Antoni Farga Amigó de Guissona i de Rosa Pellicer i Padrol de Reus. Era membre de l'Ateneu Obrer de la Classe Obrera i fou un dels fundadors i secretari del Direcció Central de les Societats Obreres de Barcelona l'octubre de 1868. Participà en l'organització del congrés obrer de Barcelona de desembre de 1868, que presidí.
El setembre de 1869 assistí al quart congrés de la Primera Internacional a Basilea, en nom del Centre Federal de Societats Obreres de Barcelona. Fou membre de l'Aliança Internacional de la Democràcia Socialista i en creà un grup autònom espanyol. Fou un dels organitzadors del congrés obrer de Barcelona de 1870, constitutiu de la FRE de l'AIT que també presidí. Participà en el congrés de Còrdova de desembre de 1872 i en els congressos de l'AIT de La Haia (setembre de 1872) i Ginebra (setembre de 1873). Amb el pseudònim de J. Gómez assistí al congrés de l'AIT (organitzat pels bakuninistes) a Brussel·les el setembre de 1874. Sobre les restes de la FRE impulsà la fundació de la FTRE (1881). Junt amb Anselmo Lorenzo fundà la revista Acracia (1886) i col·laborà en els periòdics El Productor i La Federación. També dirigí Revista Social (1872-77). És autor de Garibaldi, historia liberal del siglo XIX (1882). Estava casat amb Petronila Pellicer i Peraire.